# راندي جوردن
راندي جوردن (بالإنجليزية: Randy Jordan)‏ هو لاعب كرة قدم أمريكية أمريكي، ولد في 6 يونيو 1970 في Manson, North Carolina ‏ في الولايات المتحدة.

## وصلات خارجية
- راندي جوردن على موقع مرجع كرة القدم المحترفة.كوم (الإنجليزية)